# Wölfis
Wölfis est une ancienne commune allemande de l'arrondissement de Gotha, en Thuringe, et qui est administrée par la ville voisine d'Ohrdruf.

## Géographie

Situation de la commune dans l'arrondissement de Gotha

Wölfis est située dans la forêt de Thuringe, au sud-est de l'arrondissement, sur la bordure sud du Bassin de Thuringe et sur les premières pentes de la forêt de Thuringe, à la limite avec l'arrondissement d'Ilm à 3 km au sud-est d'Ohrdruf et à 19 km au sud de Gotha, le chef-lieu de l'arrondissement. La commune est administrée par la ville voisine d'Ohrdruf. La partie nord du territoire communal est occupée par le champ de manœuvres d'Ohrdruf.
Communes limitrophes (en commençant par le nord et dans le sens des aiguilles d'une montre) : Drei Gleichen, Wachsenburggemeinde, Gossel, Crawinkel, Luisenthal et Ohrdruf.

## Histoire
La première mention du village date de 786 dans une liste de marchandises émanant de l'archevêque Lull de Mayence.
En 1735, le village est presque entièrement brûlé par un grave incendie.
La commune fait alors partie du duché de Saxe-Cobourg-Gotha et de l'arrondissement d'Ohrdruf. En 1920, la commune est intégrée à l'arrondissement de Gotha.
En 1952, la commune est intégrée dans le district est-allemand d'Erfurt avant de rejoindre l'arrondissement de Gotha lors du rétablissement du land de Thuringe en 1990.

## Démographie
| 1841  | 1910  | 1925  | 1933  | 1939  | 1995  | 2000  | 2005  | 2010  |
| ----- | ----- | ----- | ----- | ----- | ----- | ----- | ----- | ----- |
| 1 320 | 2 045 | 2 137 | 2 295 | 2 310 | 1 843 | 1 752 | 1 655 | 1 521 |

## Politique
À l'issue des élections municipales du 7 juin 2009, le Conseil municipal, composé de 12 sièges, est composé comme suit :
| Parti     | Nombre de conseillers | Pourcentage de voix |
| --------- | --------------------- | ------------------- |
| FFW       | 5                     | 40,7 %              |
| SPD       | 4                     | 30,7 %              |
| CDU       | 2                     | 16,2 %              |
| Die Linke | 1                     | 12,4 %              |

## Communications
La route régionale L2148 relie Wölfis à Ohrdruf et à Crawinkel.

## Monument

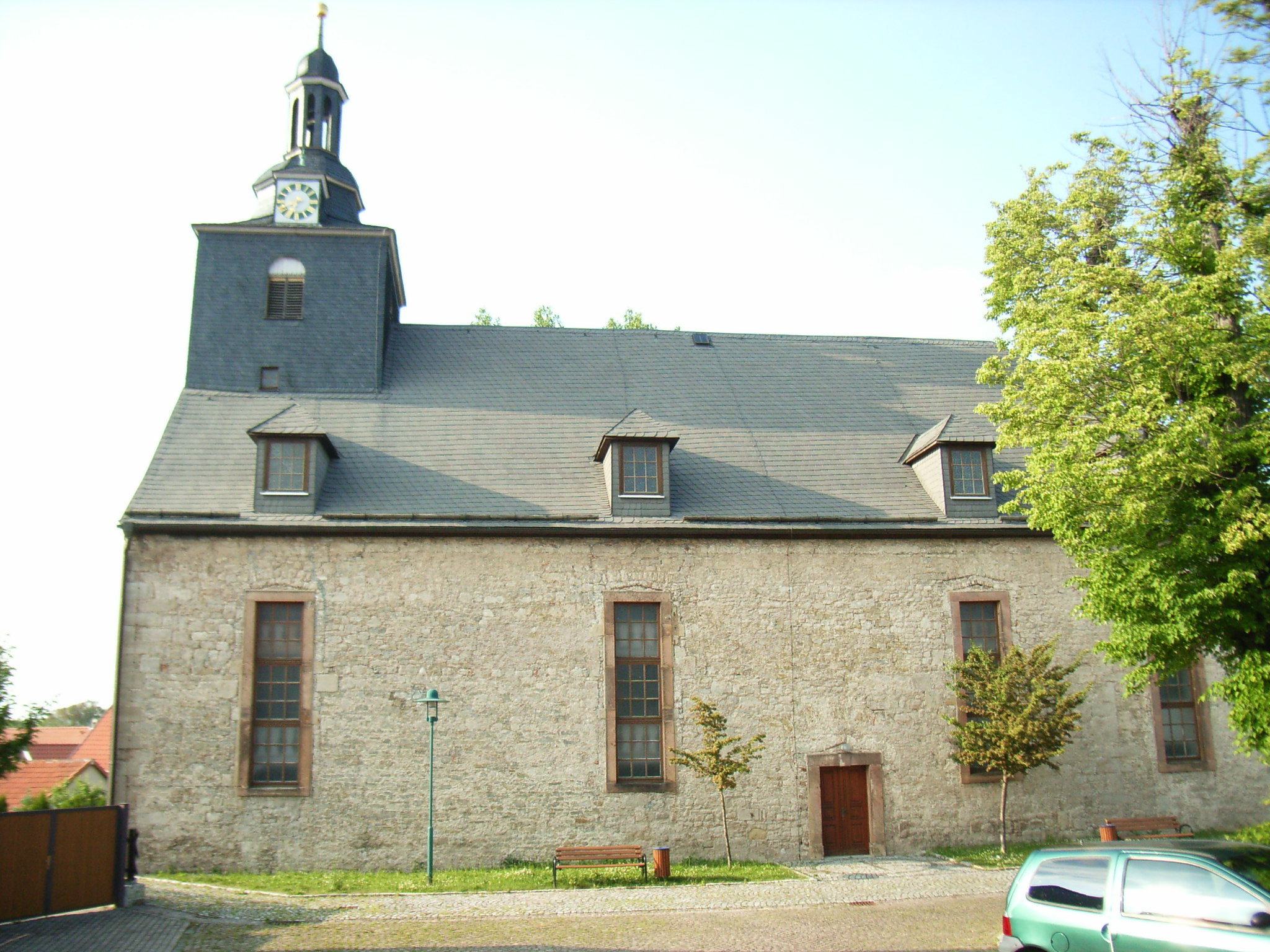
L'église Ste Croix

- Église paroissiale de la Ste Croix (St Crucis Dorfkirche) datant de 1735.